# チェスター郡 (テネシー州)
チェスター郡（英: Chester County）は、アメリカ合衆国テネシー州の南西部に位置する郡である。2010年国勢調査での人口は17,131人であり、2000年の15,540人から10.2%増加した。郡庁所在地はヘンダーソン市（人口6,309人）であり、同郡で人口最大の都市でもある。
チェスター郡はジャクソン大都市圏に属している。

## 歴史
チェスター郡は1875年に、隣接するハードマン郡、ヘンダーソン郡、マクネアリー郡、マディソン郡のそれぞれ一部を合わせ、テネシー州議会によって州内最後に設立された郡となった。この領域は以前にウィズダム郡として創設されたが、この郡は組織化されることがなく、1879年3月に撤廃し、同じ領域でチェスター郡として創設した。この新郡創設に反対するものが訴訟を起こしたので、組織化されたのは1882年になってからだった。郡名は米英戦争のときの補給係将校であり、ジャクソン市初期の郵便局長、連邦保安官を務めたロバート・I・チェスターに因んで名付けられた。

## 地理
アメリカ合衆国国勢調査局に拠れば、郡域全面積は289平方マイル (748 km2)であり、このうち陸地289平方マイル (747 km2)、水域は0平方マイル (1 km2)で水域率は0.08%である。
郡内にはチカソー州立公園の全体と、チカソー州立林の一部が入っている。

### 隣接する郡
- ヘンダーソン郡 - 北東
- ハーディン郡 - 南東
- マクネアリー郡 - 南
- ハードマン郡 - 南西
- マディソン郡 - 北西

## 人口動態

人口ピラミッド

以下は2000年の国勢調査による人口統計データである。
| 基礎データ - 人口: 15,540人 - 世帯数: 5,660 世帯 - 家族数: 4,199 家族 - 人口密度: 21人/km2（54人/mi2） - 住居数: 6,178軒 - 住居密度: 8軒/km2（21軒/mi2） 人種別人口構成 - 白人: 88.13% - アフリカン・アメリカン: 10.03% - ネイティブ・アメリカン: 0.23% - アジア人: 0.23% - その他の人種: 0.31% - 混血: 1.07% - ヒスパニック・ラテン系: 0.97% | 年齢別人口構成 - 18歳未満: 24.2% - 18-24歳: 14.4% - 25-44歳: 26.4% - 45-64歳: 21.4% - 65歳以上: 13.6% - 年齢の中央値: 34歳 - 性比（女性100人あたり男性の人口） - 総人口: 94.5 - 18歳以上: 90.2 世帯と家族（対世帯数） - 18歳未満の子供がいる: 33.6% - 結婚・同居している夫婦: 59.0% - 未婚・離婚・死別女性が世帯主: 11.5% - 非家族世帯: 25.8% - 単身世帯: 22.6% - 65歳以上の老人1人暮らし: 10.8% - 平均構成人数 - 世帯: 2.55人 - 家族: 2.97人 | 収入と家計 - 収入の中央値 - 世帯: 34,349米ドル - 家族: 41,127米ドル - 性別 - 男性: 31,378米ドル - 女性: 21,615米ドル - 人口1人あたり収入: 15,756米ドル - 貧困線以下 - 対人口: 14.4% - 対家族数: 11.1% - 18歳未満: 18.5% - 65歳以上: 15.3% |

## 都市と町
- ディーンバーグ (未編入の町)
- エンビル
- ヘンダーソン - 郡庁所在地
- ジャックスクリーク (未編入の町)
- ミレッジビル
- サイラートン

## 教育
チェスター郡教育学区には6つの学校がある。チェスター郡高校は全郡の9年生から12年生を教育している。チェスター郡ジュニア高校も全郡の6年生から8年生を教えている。チェスター郡中学校は4年生と5年生を教えている。東チェスター郡小学校、西チェスター郡小学校、ジャックスクリーク小学校が、幼稚園生から3年生までを教えている。

## 大衆文化の中で
- カントリー・ミュージック歌手のエディ・アーノルドはヘンダーソン市の生まれであり、1969年に著した自伝の題を「チェスター郡からの長い道のり」とした
- 1973年の映画Walking Tallはチェスターのヘンダーソン市などで撮影され、重要場面は郡庁舎で撮影された。多くの郡民がエキストラで参加した